# Динамо (футбольный клуб, Москва)
«Дина́мо» — российский футбольный клуб из Москвы. Один из двух клубов (второй — киевское «Динамо»), принимавший участие во всех чемпионатах СССР. До 2016 года участвовал также во всех чемпионатах России в высшем дивизионе, но по итогам сезона 2015/16 впервые его покинул.
Один из старейших футбольных клубов России и один из самых успешных российских клубов по количеству титулов за всю историю. Свой последний трофей завоевал в 1995 году — Кубок России.
В сезоне 1971/72 «Динамо» стало первым клубом из Советского Союза, которому удалось выйти в финал еврокубка.

## История

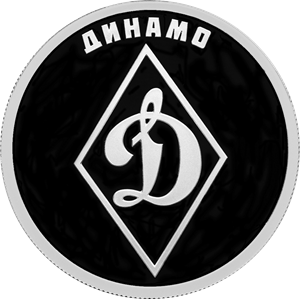
Монета Банка России — Серия: Российский спорт: Динамо

### Основание, первые игры и титулы
Московское пролетарское спортивное общество «Динамо» было создано на учредительном собрании 18 апреля 1923 года. Хотя некоторые утверждают, что «Динамо» берёт своё начало от Кружка футболистов «Сокольники», основанного в 1907 году. Общество учредили по инициативе группы сотрудников и военнослужащих ГПУ как организацию, предоставляющую возможность занятия спортом сотрудникам органов безопасности и правопорядка. За это «ментами» динамовцев дразнили долгие годы. В качестве клубных цветов в 1924 году были выбраны синий и белый. Считается, что на выбор повлиял первый почётный председатель общества, глава НКВД Феликс Дзержинский: сочетание этих цветом должно было подчеркнуть его слова о светлых и чистых помыслах работников организации, которой он руководит («холодная голова, горячее сердце и чистые руки» — по выражению Дзержинского, это главные качества сотрудника ВЧК). Знаменитая динамовская стилизованная литера «Д» появилась гораздо позже[когда?]

 белого ромбика, который её окружает.
Формировал новую команду Фёдор Чулков, который служил в то время в войсках Государственного политического управления. До призыва в армию он играл вратарём за первую команду Кружка футболистов «Сокольники» (первый русский футбольный клуб, основанный в 1896 году). На первых порах Чулков собрал в команде многих своих бывших партнёров по КФС. Костяк первого состава «Динамо» составили Василий Житарев (игравший за сборную России ещё в 1912 году), Михаил Денисов и Николай Троицкий. На первые свои матчи динамовцы даже выходили в форме КФС. Это были белые футболки с чёрным воротником и чёрные трусы. Первый официальный матч московское «Динамо» провело 17 июня 1923 года. В стартовом четвертьфинальном матче весеннего чемпионата Москвы соперниками динамовцев стали футболисты «Красной Пресни». Впоследствии многие из участников этой команды во главе с Николаем Старостиным имели непосредственное отношение к созданию московского «Спартака». Свой первый матч динамовцы проиграли со счётом 2:3, пропустив на исходе встречи мяч со спорного пенальти. Встречу тогда судил будущий тренер «Динамо» Константин Квашнин. В этом же году динамовцы обрели свой первый стадион. Это был захламлённый пустырь за детской больницей под названием «Святая Ольга» (близ Рижского вокзала в Орлово-Давыдовском переулке), который футболисты благоустроили. Именно здесь динамовцы принимали соперников до введения в строй Центрального стадиона «Динамо» в Петровском парке. В 1926 году динамовцы добились своей первой большой победы и стали чемпионами Москвы. В этом же году крайний нападающий первой команды «Динамо» Александр Борисов, впоследствии ставший архитектором и восстанавливавший после войны Сталинград, Кишинёв и строивший подмосковную Дубну, создал динамовскую эмблему — ромбик, в котором заключена курсивная буква «Д». Одновременно обществом «Динамо» была официально утверждена ставшая впоследствии привычной форма — бело-синие футболки с нашитой эмблемой общества. 6 сентября 1926 года динамовцы провели свою первую международную встречу — против сборной Союза рабочего спорта и самообороны Латвии, выиграв 7:1. После этого «Динамо» ещё пять раз завоёвывало первенство столицы — в 1928 (весна), 1930, 1931, 1934 и 1935 годах.
Знаменательным для динамовцев стал 1928 год, который принёс вторую победу в чемпионате столицы. Был открыт Центральный стадион «Динамо» в Петровском парке, который на долгие годы стал домашним для команды. Но свой первый официальный матч на новом стадионе «Динамо» провело только в следующем, 1929 году. Первый матч на Центральном стадионе оказался для хозяев победным: они выиграли со счётом 3:2 у команды районного клуба имени Астахова (РКимА) при заводе «Серп и Молот».

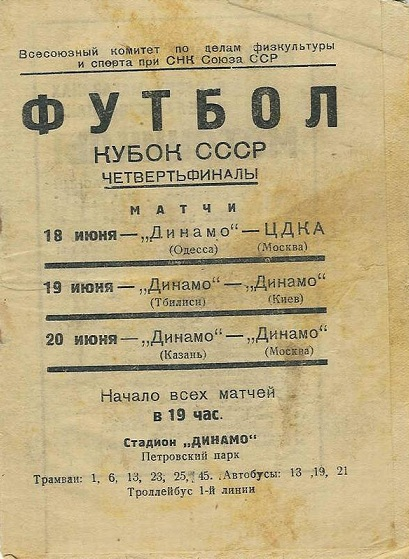
Афиша четвертьфинальных матчей Кубка СССР 1937 года

В 1930 году динамовцы стали чемпионами Москвы в третий раз. Такой же победы удалось достичь год спустя, в осеннем чемпионате 1931 года. В 1933 году команда также добилась успеха, хотя и разделила первое место с командой ЦДКА, потому что финальный матч между соперниками принёс нулевую ничью. Свой чемпионский титул «Динамо» успешно отстояло и в 1934—1935 годах.

### 30-е и 40-е годы
1936 год стал поворотным для отечественного футбола. Впервые был разыгран чемпионат страны среди команд спортивных обществ и ведомств. Московское «Динамо» стало первым чемпионом СССР, выиграв все 6 матчей весеннего первенства. В 1937 году динамовцы первыми в советском футболе добились «золотого дубля», став одновременно и чемпионами, и обладателями Кубка СССР. Также были проведены два матча с сборной Басконии. Оба матча динамовцы проиграли (1:2), (7:4). В 1938 и 1939 года у команды не ознаменовались яркими победами — победные места в эти годы доставались другим командам. В 1938 «Динамо» заняло 5-ю строчку в таблице, а в 1939 7-ю. Но в 1940 году динамовцы вернули себе первенство и также уверенно лидировали в чемпионате 1941 года. В военные годы чемпионаты страны, как известно, были прерваны, однако футбольные состязания не прекращались. Осенью 1941 года первенство не было завершено из-за введения в Москве осадного положения и наступления холодов. Но весной игры возобновились, и именно динамовцы победили в весеннем первенстве 1942 года. В 1941—1944 годах было проведено 5 чемпионатов столицы.
В послевоенные годы «Динамо» продолжало оставаться одним из сильнейших клубов страны. В 1945 и 1949 годах «Динамо» стало чемпионом страны. В 1946, 47, 48 серебряными призёрами. 8 июня 1945 года оно одержало самую крупную победу в своей истории — со счётом 10:0 были разгромлены московские «Крылья Советов». Также эта победа стала самой крупной в истории чемпионатов СССР. На правах чемпиона динамовцы отправились в первое в истории отечественного футбола турне в Великобританию, где сыграли с английскими клубами. «Динамо» одержало две победы, сыграв с «Кардифф Сити» (10:1) и лондонским «Арсеналом» (4:3) и две встречи завершило вничью с «Челси» (3:3) и «Глазго Рейнджерс» (2:2).

### 50-е и 60-е годы
В период 50-х и 60-х годов московское «Динамо» практически ежегодно боролось за первенство: вначале с футболистами ЦДКА, затем московского «Спартака». Динамовцы выиграли первые места в 1949, 1954, 1955, 1957, 1959 и 1963, вторые в 1950, 1956 и 1958 и третье в 1952 годах. В 1953 и в 1967 годах они стали обладателями Кубка СССР. Особенно яркой была победа в чемпионате 1949 года. «Динамо» забило в ворота соперников в 34 матчах 104 мяча, установив рекорд чемпионатов страны. В эти же годы на футбольном горизонте взошла яркая звезда вратаря Льва Яшина — лучшего вратаря XX века.

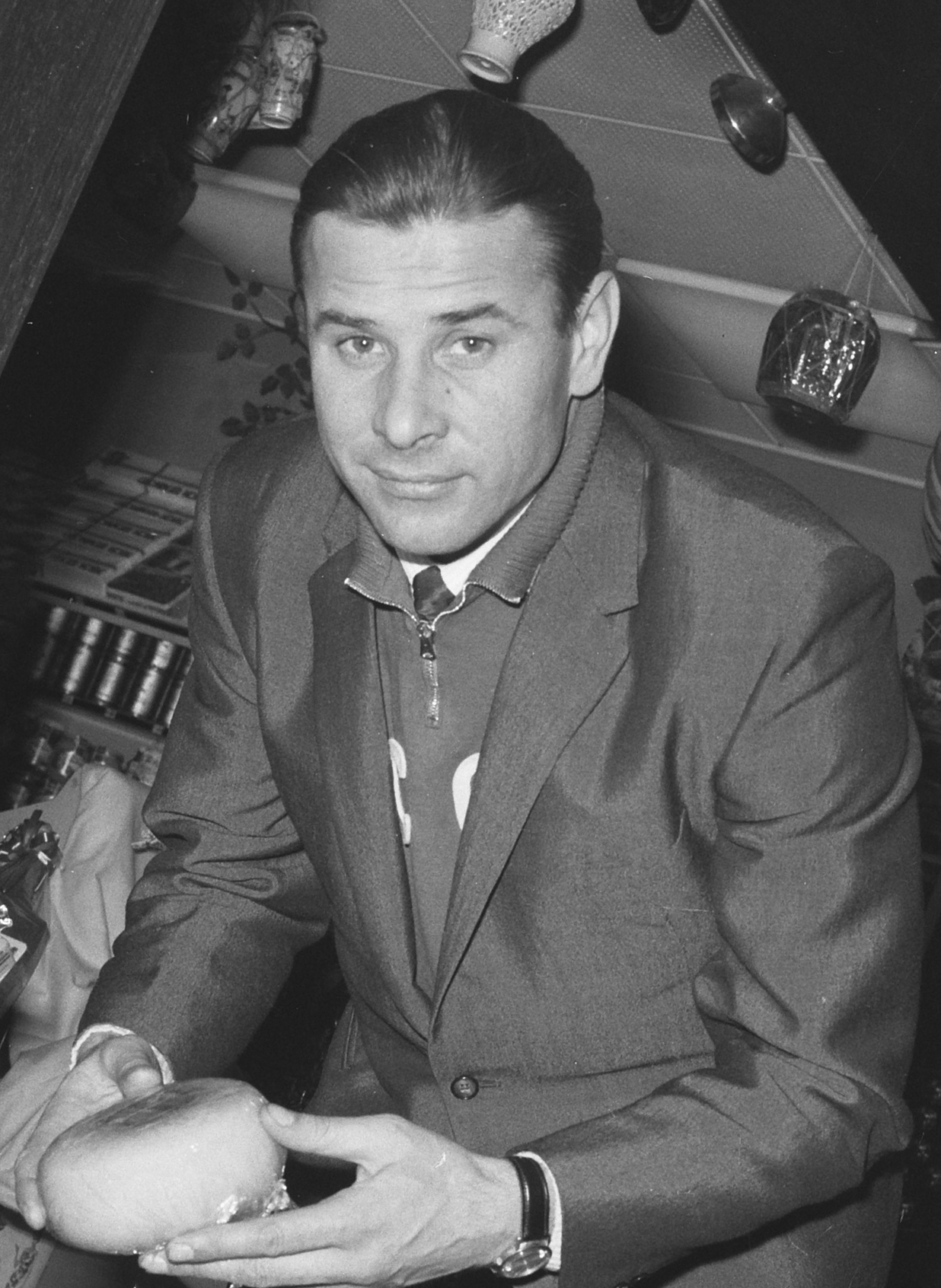
Лев Яшин — единственный вратарь в истории, который получил «Золотой мяч»

### 70-е и 80-е годы
Последующие два десятилетия принесли динамовцам ещё один чемпионский титул — в и 1976 году (в весеннем чемпионате). «Динамо» в этот период также несколько раз завоевало Кубок СССР в , 1970, 1977 и 1984 годах. В 1972 году динамовцы первыми из советских и единственными из российских команд смогли пробиться в финал Кубка обладателей кубков. 24 мая в Барселоне «Динамо» уступило в финале шотландскому «Глазго Рейнджерс» (2:3). Динамовцы проигрывали 0:3, но сумели забить два мяча. За три минуты до конца, во время штурма шотландских ворот на поле выбежали шотландские болельщики, тем самым сорвав атаку, во время которой динамовцы могли сравнять счёт.
Затем команда уходит с ведущих ролей в союзном чемпионате (однако выигрывает два кубка страны — в 1977 и 1984 годах). В те же годы команда потерпела самое крупное поражение за всё время — 0:7. Случилось это 16 ноября 1982 года в домашнем матче против минских одноклубников. Лишь в 1986 году при тренере Эдуарде Малофееве команда снова попадает в призовую тройку. Такого же результата клуб добивается и при Анатолии Бышовце в 1990 году. Московское «Динамо» так и осталось единственным российским клубом, который участвовал во всех 54-х чемпионатах Советского Союза.

### 1992—2009
Девяностые годы XX, как и начало XXI века для команды «Динамо» были непростыми. После преобразования чемпионата СССР в чемпионат России в 1992 году, команда несколько лет занимала места в тройке (3 место — в 1992 и 1993 годах под руководством Валерия Газзаева, 2 место в 1994 году). Второе место 1994 года под руководством Константина Бескова, вернувшегося в клуб спустя 22 года, до сих остаётся наивысшим достижением клуба в чемпионатах России. В 1995 году клуб стал обладателем Кубка России, обыграв волгоградский «Ротор» (0:0) в серии послематчевых пенальти 8:7.
Выигрыш кубка страны позволил команде участвовать в Кубке обладателей кубков, где «Динамо» уступило в четвертьфинале венскому «Рапиду» по сумме двух встреч (0:1; 0:3). Этот результат выступления в еврокубке до сих пор остаётся лучшим для клуба в его российской истории, наравне с полуфиналом Кубка Интертото против «Дуйсбурга» (2:2; 1:3) в 1997 году. В том же 1997 году «Динамо» не смогло выиграть финал Кубка России у «Локомотива» (0:2). В сезоне 1998/1999 «Динамо» проиграло в финале кубка «Зениту», а в розыгрыше 2011/12 года — «Рубину».

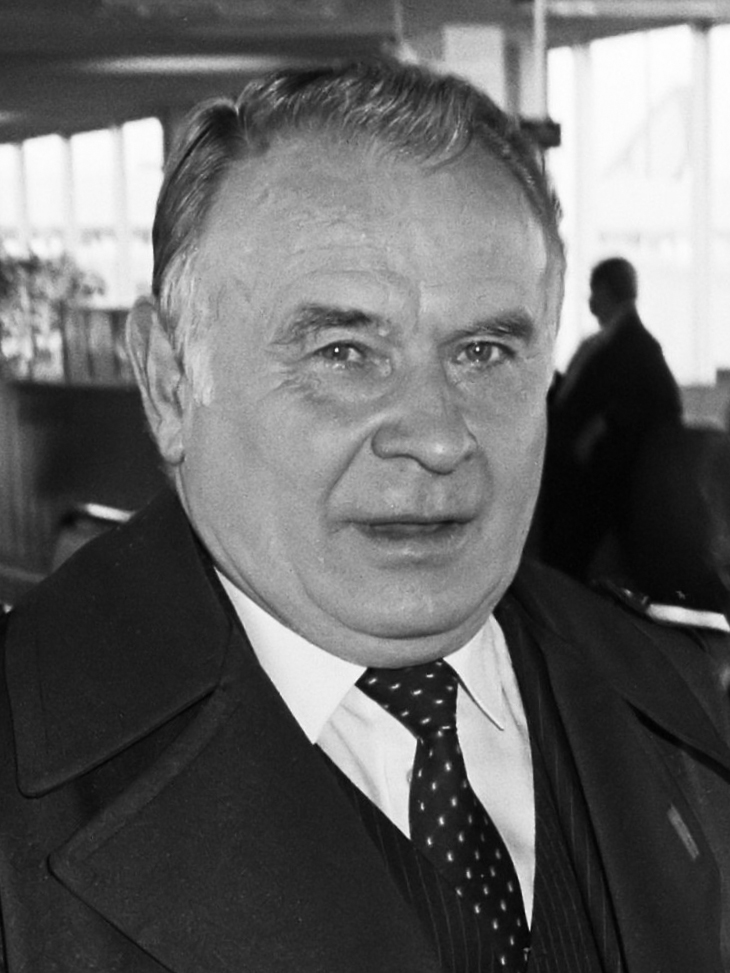
Константин Бесков — завоевал первый трофей «Динамо» в российский период

Конец 90-х годов снова сделал из динамовцев середняка чемпионатов страны — наивысшими достижениями стали пятые места в 1999 и 2000 (снова под руководством Валерия Газзаева) годах. Виной тому было нестабильное финансирование клуба и постоянная тренерская чехарда (за 7 лет сменилось 10 тренеров, включая таких известных российский специалистов как Олег Романцев и Юрий Сёмин), закончившаяся после того как банк ВТБ взял под контроль команду после руководства клубом бизнесменом Алексеем Федорычевым, который на оформленные на клуб кредиты собирал португальскую диаспору, дополненную российскими звёздами. Зимой 2005 года в Москве высадился первый португальский «десант»: Дерлей, Данни, Нуну Фрешо, Жорже Луис, Луис Лорейру, Сисеру, Тьяго Силва. Летом 2005 года в «Динамо» высадился второй португальский «десант»: Манише, Коштинья, Юркас Сейтаридис, Джозеф Энакархире, Нуну.
В 2006 году у руля команды на 4 года встаёт Андрей Кобелев (в 2005 году он на протяжении 10 игр исполнял обязанности главного тренера команды). В том году команда занимает самое низкое место в своей российской истории, но избегает вылета из дивизиона (14 позиция). Сезон 2007 года динамовцы начали матчем со «Спартаком». Выиграли «спартаковцы» со счётом 1:0. С армейцами сыграли вничью. Потом ещё одна ничья. На этот раз с «Амкаром». Затем были две победы подряд над «Локомотивом» — в Кубке 1:0 и в чемпионате 2:1. Но потом бело-голубые пропустили три безответных мяча в матче с «Зенитом». А затем «Локомотив» взял реванш в ответной кубковой встрече — 4:0. Летом «Динамо» заиграло очень хорошо. Разгром «Кубани» и «Ростова», выигрыш у ЦСКА и у Зенита, ничья с «Локомотивом». На финише «Динамо» набрало 41 очко. Столько же набрали «Локомотив» и «Амкар». Но из-за лучшей разницы мячей «Динамо» заняло 6 место. Сезон 2008 «Динамо» начало с нулевой ничьей с «Томью». Затем последовали четыре победы. Одна из них была над «Спартаком». Затем была безвыигрышная серия из четырёх матчей. Но потом игра наладилась, и «Динамо» шло в тройке. В конце сезона «Динамо» заняло третье место впервые с 1997 года, что позволяло команде впервые с 2002 года снова участвовать в еврокубках. По ходу чемпионата состоялся самый крупный трансфер в истории российского чемпионата — лидер «бело-голубых» Данни перешёл в «Зенит» за 30 млн евро.
В следующем году стадион «Динамо» закрыли на реконструкцию. Новой домашней ареной стал стадион «Арена Химки». Чемпионат России «Динамо» начало с побед над «Москвой» и «Химками». Потом разгромили «Спартак» в Кубке России — 3:0. После этого успеха последовали два поражения — от «Рубина» в Казани 0:3 и дома 0:1 и от «Крыльев» 0:1. Потом были две победы — над «Спартаком» и «Зенитом». Перед перерывом в чемпионате «Динамо» сохраняло шансы на медали.

### 2009—2016. Эпоха банка ВТБ
В 2009 году «Динамо» выступало в отборочном раунде Лиги чемпионов 2009/10. Команда выиграла со счётом 1:0 у шотландского «Селтика» на выезде, но уступила ему 0:2 на своём поле. Вылетев таким образом из Лиги чемпионов, команда получила право сыграть в Лиге Европы, в 4-м отборочном раунде, где уступила софийскому ЦСКА, сыграв с ним вничью (0:0) на выезде и проиграв дома (1:2); на этом евросезон для «бело-голубых» был закончен. В скором времени состоялся матч со «Спартаком»: на 8-й минуте гол забил Ропотан, затем Веллитон на скорости врезался во Владимира Габулова; матч закончился в итоге вничью. Из-за травмы Габулов выбыл на долгий срок, и сезон в воротах заканчивал Антон Шунин. Команда заняла восьмое место.
Следующий сезон «Динамо» начинало матчем со «Спартаком» — динамовцы выиграли ту встречу. Единственный гол забил Игорь Семшов. Затем последовала серия из неудачных матчей: поражения от «Зенита» и «Локомотива», ничья с «Томью», и лишь одна победа над «Сатурном». Андрея Кобелева отправили в отставку. Его преемником стал Миодраг Божович. Он одержал свою первую победу в четвёртом матче с «Аланией». В 2010 году в «Динамо» перешёл нападающий «Шальке 04» Кевин Кураньи, который по итогам сезона был признан болельщиками «Динамо» лучшим игроком команды (сыграв всего 16 игр, забив в них 9 голов). В конце сезона динамовцы заняли 7 место.

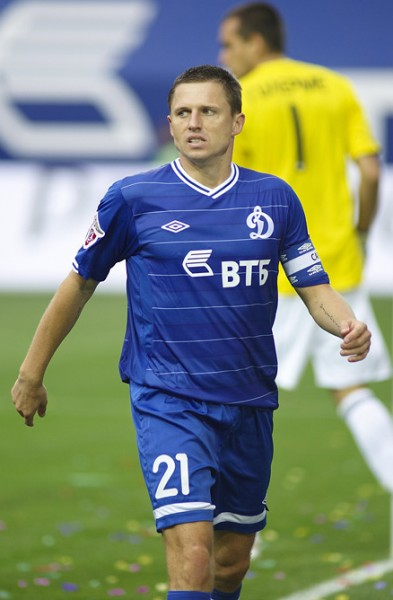
Игорь Семшов играл за «Динамо» с 2006 по 2008 и с 2010 по 2013 год

Проработав в команде один год, Божович не выполнил целей, поставленных руководством клуба (место в тройке) и был уволен. На его должность пришёл Сергей Силкин. В начале он был назначен исполняющим обязанности (как в 2003 году, когда побыл в этой роли 2 последних матча чемпионата), но вскоре занял пост главного тренера. При новом тренере «Динамо» стало побеждать и претендовать на медали в сезоне 2011/12, заняв по итогам второго круга 3-е место. Весной 2012 года в третьем круге чемпионата «бело-голубые» перестали показывать прежний футбол, и в конце концов стали четвёртыми. В следующем сезоне игра «Динамо» не наладилась и клуб начал сезон с трёх подряд поражений в чемпионате и расположился на последнем месте в таблице. Силкин был отправлен в отставку, и. о. главного тренера был Дмитрий Хохлов до прихода в команду румынского специалиста Дана Петреску.
С Петреску команда выдала 14-матчевую беспроигрышную серию, но смогла занять только лишь 7 место. Перед началом и во время следующего чемпионата «Динамо» заметно усилилось новыми игроками (в основном из «Анжи», откуда пришли Владимир Габулов, Кристофер Самба, Алексей Ионов, Игорь Денисов, Юрий Жирков и Александр Кокорин), однако надежд на борьбу за медали Петреску не оправдал и был заменён на Станислава Черчесова, который, однако, так же не смог помочь команде оказаться в призовой тройке. Под конец чемпионата случился очередной скандал, и снова в матче с «Зенитом» — «Динамо», играя в гостях, к 86-й минуте выигрывало (2:4), как на поле выбежали болельщики питерской команды, и матч был остановлен. Позже КДК РФС присудил «Зениту» техническое поражение (0:3), что позволило команде по итогам сезона оказаться в тройке команд, которые на следующий сезон приняли участие в Лиге Европы.
17 июля 2013 года первый заместитель президента — председателя правления ВТБ Василий Титов официально объявил о том, что президентом московского «Динамо» назначен совладелец и член совета директоров СМП Банка («Северный морской путь»), вице-президент Федерации дзюдо России Борис Ротенберг. Спортивным директором Ротенберг пригласил Гурама Аджоева, знакомого по хоккейным проектам. В межсезонье команду пополнил набор качественных игроков с европейскими паспортами (Александер Бюттнер, Станислав Манолев, Томаш Губочан, Вильям Ванкёр и Матьё Вальбуэна). Также, клуб распрощался с рядом старожилов клуба, вроде Леандро Фернандеса, Марко Ломича, Андрея Воронина, Владимира Рыкова и многими другими. Новый сезон команда начала уверенно с победы над «Ростовом» в первом туре (7:3) с хет-триком Кокорина и после 17 туров (осенняя часть чемпионата) команда входила в лидирующую тройку. В сезоне Лиги Европы 2014/2015 команда с трудом прошла в групповой турнир, однако там она начала выступления уверенно и одержала все 6 побед в группе и вошла в шестёрку клубов, которые преодолели групповой этап Лиги Европы УЕФА без очковых потерь. Уйдя на зимний перерыв в чемпионате сезона 2014/15 на втором месте по потерянным очкам, в марте 2015 года клуб проиграл «Наполи» по сумме двух встреч (3:1; 0:0) в 1/8 финала Лиги Европы, а в оставшихся 14 играх чемпионата одержал лишь 4 победы, снова заняв 4 место по итогам турнира и квалифицировавшись в Лигу Европы. Однако из-за нарушений правил финансовой честной игры (фейр-плей) УЕФА отстранил «Динамо» на один сезон от еврокубков — клуб активно подписывал новых дорогих футболистов с большой зарплатой, не зарабатывая при этом на продаже игроков (с 2013 года 23 игрока покинули клуб по окончании контрактов и без компенсаций) и продаже билетов и продукции под своим брэндом. Общий дефицит бюджета «Динамо» за 2012—2014 годы составил € 257 млн, и более 70 % бюджета «Динамо» уходит на зарплаты игроков. Вскоре Борис Ротенберг заявил, что покидает пост президента московского клуба, чтобы сосредоточиться на других видах деятельности, в том числе связанных со спортом. В связи с этим Гурам Аджоев был уволен с поста спортивного директора. В «Динамо» Аджоев запомнился тем, что бесплатно отпустил из клуба 28 игроков, в своё время купленных, не менее чем за 23 млн евро. Правда, на место ушедших пришли не менее дорогие игроки. Должность спортивного директора занял Андрей Кобелев, который уже 13 июля 2015 года перешёл на пост главного тренера вместо уволенного Черчесова.

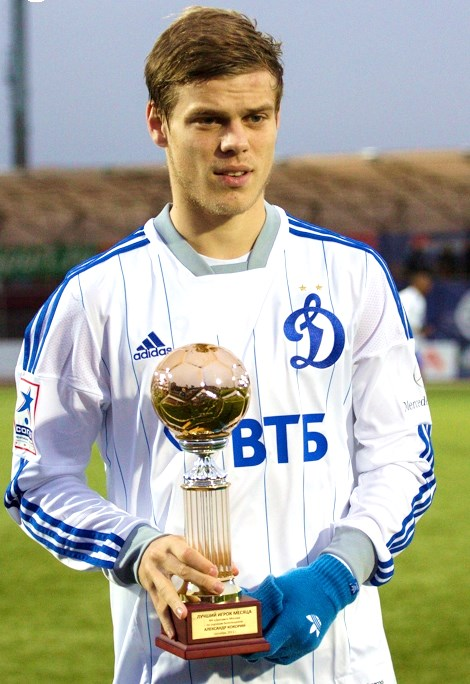
Александр Кокорин играл за «Динамо» с 2008 по 2016 год

После ухода Ротенберга клубом напрямую стали руководить Владимир Проничев и его первый заместитель Сергей Сысоев, а ВТБ объявил о намерении вернуть обществу 74 % акций клуба. Задача на сезон 2015/16 — попасть в тройку в чемпионате и выиграть Кубок России. По оценке Sports.ru, в сезоне 2015/16 бюджет «Динамо» составлял $55 млн. Годом ранее при Ротенберге он достигал 160 млн долларов. В летнее межсезонье команду покинуло множество футболистов, в основном иностранцев (Дуглас, Вильям Ванкёр, Балаж Джуджак, Матьё Вальбуэна, Кевин Кураньи), и часть российский футболистов безвозмездно (Артур Юсупов, Владимир Гранат, Фёдор Смолов). Им на смену пришли игроки с российскими паспортами (Виталий Дьяков, Антон Соснин, Павел Погребняк), и в состав стали вводиться игроки молодёжной команды до этого дважды становившиеся чемпионами страны в своей возрастной категории под руководством Дмитрия Хохлова. Основными игроками стали полузащитники Роман Зобнин и Александр Ташаев, исправно получали игровое время Анатолий Катрич, Дмитрий Живоглядов, Григорий Морозов. По ходу всего чемпионата «Динамо» приковывало внимание тем, что делало ставку в основном на российских футболистов, за счёт чего первое время «бело-голубым» прочили «звание» базового клуба сборной. В зимнее трансферное окно команду продолжили покидать высокооплачиваемые игроки (Юрий Жирков, Александр Кокорин, Александер Бюттнер), а на их место пришли либо опытные игроки из других российских команд (Андрей Ещенко, Станислав Драгун), либо малоизвестные иностранцы (Фатос Бечирай, Себастьян Хольмен). Возобновление чемпионата 2015/16 получилось для «Динамо» провальным — вылет из Кубка России от «Амкара» и 8 поражений во второй половине сезона. После поражения от московского «Спартака» (0:3) в начале мая 2016 года в отставку был отправлен Кобелев. Исполняющим обязанности главного тренера был назначен возглавлявший «молодёжку» Сергей Чикишев. В 30-м туре «Динамо» в решающем матче крупно уступило «Зениту» (0:3) и впервые в своей истории вылетело в ФНЛ.
Первый в истории «Динамо» сезон в ФНЛ начался сперва со смены руководства команды, затем в команду пришёл Роман Орещук в качестве спортивного директора и Юрий Калитвинцев как главный тренер. Новым председателем общества «Динамо» стал бывший сослуживец Владимира Путина по КГБ, экс-гендиректор «Норильского никеля» Владимир Стржалковский. Гендиректором клуба был назначен экс-гендиректор футбольного клуба «Кубань» Евгений Муравьёв. Новому руководству предстояло спасать не только футбольный клуб, но и само общество, расходы которого уже давно превышали доходы. Команду покинули оставшиеся высокооплачиваемые игроки (Габулов, Губочан, Ионов, Самба, Зобнин, Денисов), а им на смену пришли опытные россияне (Белоруков, Темников, Луценко, Панченко) и игроки, ранее выступавшие за «Динамо» (Рыков, Сапета, Уилкшир).

### 2016—2019. Под руководством общества «Динамо»

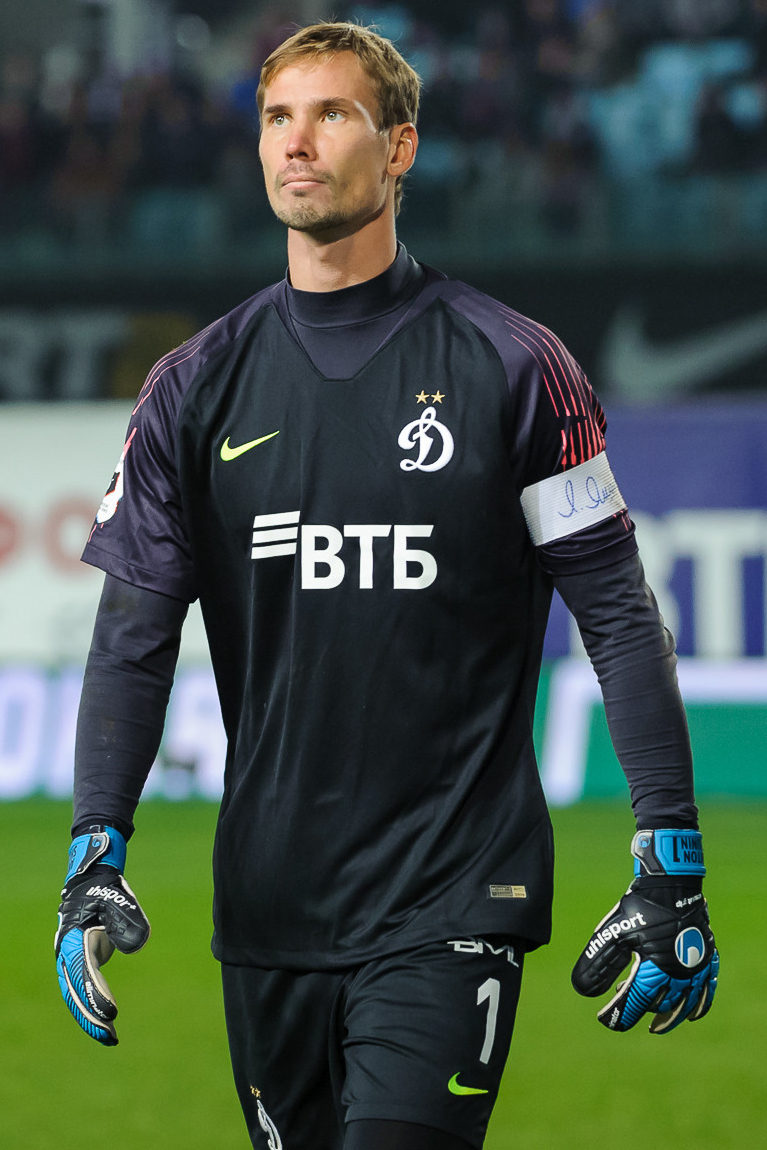
Антон Шунин играл за «Динамо» на протяжении всей своей профессиональной карьеры с 2006 по 2024 год

29 декабря 2016 года было объявлено о продаже контрольного пакета обществу «Динамо» за символический один рубль, при этом банк ВТБ остался спонсором динамовских команд, включая футбольную. 13 января 2017 года банк объявил о предоставлении обществу спонсорского вклада в размере 10,62 миллиарда рублей на период с 1 января 2017 года по 31 декабря 2019 года. 1 февраля бывший президент клуба Борис Ротенберг заявил, что долг футбольного клуба перед компаниями Ротенберга в размере 75 миллионов евро был пролонгирован и «никому не мешает». 12 апреля «Динамо» гарантировало себе возвращение в РФПЛ по итогам сезона 2016/17. За семь туров до финиша отрыв московской команды от третьего места составил 22 очка.
7 октября 2017 года главным тренером стал Дмитрий Хохлов, ранее руководивший молодёжным «Динамо», который сменил на этом посту Юрия Калитвинцева. До зимнего перерыва команда выступала неровно, зато весной имела всего 2 поражения в 10 играх чемпионата и заняла 8-е место. В межсезонье команда не была активна на трансферном рынке, подписав только Жоаозиньо и Мигела Кардозу и отпустив лидера прошлого сезона Александра Ташаева в «Спартак». Новый сезон «Динамо» начало достаточно ровно, однако в начале осени команда проиграла в трёх турах РПЛ подряд и не забила ни одного гола, опустившись в зону плей-офф. Зимой и весной положение не улучшилось. Как итог — только 12 место в чемпионате. 14 марта 2018 года спортивное общество объявило об уходе Евгения Муравьёва с поста генерального директора клуба. Аудиторы увидели, что трансфер Константина Рауша сопровождался комиссионной выплатой со связанными с ним компаниями.

### С 2019. Возвращение ВТБ
30 апреля 2019 года группа ВТБ приобрела 99,9961 % акций футбольного клуба за 1 рубль, взяв обязательства по реструктуризации долга клуба в размере 5,3 млрд рублей. Внутри клуба произошли кадровые перестановки: совет директоров московского клуба возглавил Юрий Соловьёв, первый заместитель президента-председателя правления банка, а генеральным директором был назначен Юрий Белкин, занимавший пост члена совета директоров клуба и советника генерального директора. 26 мая клуб провёл дебютный матч на новом домашнем стадионе «ВТБ-Арена — Центральный стадион „Динамо“ имени Льва Яшина» в Петровском парке. Встреча против тульского «Арсенала» проходила в рамках заключительного тура чемпионата России и завершилась со счётом 3:3. 9 августа 2019 года «Динамо» объявило о трансфере нападающего дортмундской «Боруссии» Максимилиана Филиппа. Сумма сделки по переходу игрока составила около 20 миллионов евро. Прежний трансферный рекорд делили переходы Балажа Джуджака в сезоне 2011/12 и Александра Кокорина в сезоне 2013/14 (оба — из «Анжи») за 19 миллионов евро. Ранее состав столичной команды пополнили полузащитники Шарль Каборе и Себастьян Шиманьский, форварды Рамиль Шейдаев и Клинтон Н’Жи, защитники Роман Нойштедтер, Сергей Паршивлюк, Иван Ордец, Игорь Калинин и Заурбек Плиев. 5 октября Хохлов был отправлен в отставку.

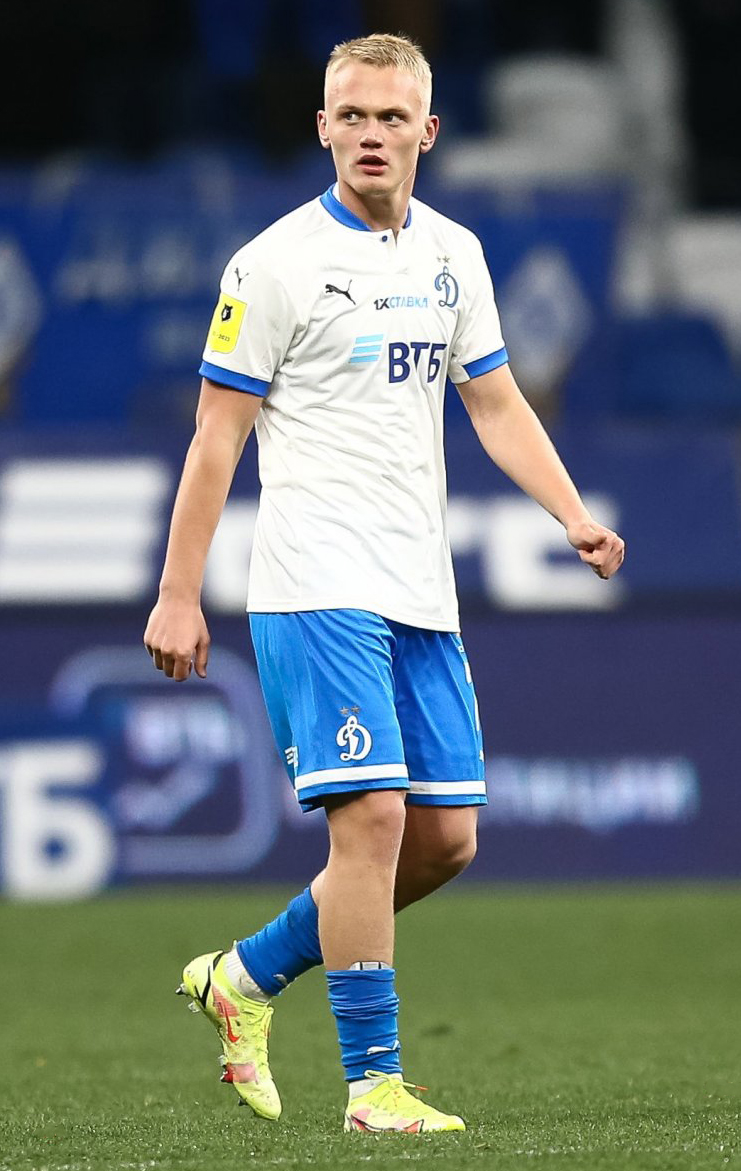
Константин Тюкавин в сезоне 2023/24 РПЛ забил 15 голов и сделал 9 голевых передач

8 октября 2019 года исполняющим обязанности главного тренера «Динамо» назначен Кирилл Новиков. С момента его назначения команда выдала беспроигрышную серию из 7 матчей, проиграв лишь «Зениту» перед зимней паузой. Через месяц после назначения Новиков стал полноправным главным тренером московской команды. В декабре клуб продлил контракт с тренером ещё на один сезон, до 2021 года. В январе в тренерский штаб вошёл его отец, легендарный защитник «Динамо» Александр Новиков. Также «Динамо» усилилось Дмитрием Скопинцевым и Николаем Комличенко. 1 февраля 2020 года новым спортивным директором «Динамо» стал бывший многолетний помощник Юргена Клоппа Желько Бувач. В летнее трансферное окно состав «Динамо» пополнили Никола Моро, Даниил Лесовой и Даниил Фомин. Помимо них к тренировкам с основным составом часто стали подключать игроков молодёжной команды. 19 июля команда Новикова обыграла в перенесённом матче «Краснодар» (2:0) и гарантировала себе 6-е место, тем самым завоевав попадание в Лигу Европы. 29 сентября «Динамо» уволило Кирилла Новикова с поста главного тренера команды. Специалист подал в отставку после матча 9-го тура с «Химками» (0:1). До этого московский клуб вылетел из Лиги Европы, уступив тбилисскому «Локомотиву» во втором раунде квалификации (1:2). К тому моменту «Динамо» делило 5-е место с «Краснодаром», «Ростовом» и «Рубином».
14 октября 2020 года московское «Динамо» объявило о назначении немецкого специалиста Сандро Шварца. В его тренерский штаб вошли экс-игрок москвичей украинец Андрей Воронин и немец Волкан Булут. Конкурентом в борьбе за тренерский мостик значился Курбан Бердыев, но московский клуб выбрал иностранного специалиста. При Сандро в чемпионате дебютировал 17-летний Арсен Захарян и 18-летний нападающий Константин Тюкавин. Под руководством Шварца «бело-голубые» заняли 7-е место в чемпионате России. 28 мая 2021 года по истечении срока контракта Юрий Белкин покинул пост президента клуба.
В сезоне 2021/2022 «Динамо» впервые с 2003 года стартовало с трёх побед подряд и за шесть туров потерпело только одно поражение — от «Ахмата» в четвёртом туре (1:2). Бело-голубые также были лидерами таблицы после победы над «Уралом» в пятом туре (1:0), однако в итоге ушли на паузу вторыми. Тем не менее динамовцы отставали от «Зенита» всего на одно очко. После зимнего перерыва клуб потерпел ряд поражений, в том числе в последнем туре, проиграв на своём поле «Сочи» со счётом 1:5 и уступив таким образом второе место. В результате, «Динамо» удостоилось только бронзовых медалей.
Также в этом сезоне команда впервые за 10 лет дошла до финала кубка России, где потерпела поражение от московского «Спартака» со счётом 2:1. После матча Сандро Шварц покинул свой пост. Помимо главного тренера по итогам сезона ушёл целый ряд игроков, среди которых Себастьян Шиманьский, Фабиан Бальбуэна и Роман Евгеньев.
В июне 2022 года главным тренером команды был назначен Славиша Йоканович. По ходу сезона 2022/2023 состав клуба пополнили молодые защитники Роберто Фернандес, Николас Маричаль и Милан Майсторович, капитан сборной Израиля Эли Даса, крайний форвард Муми Нгамалё и взятый в аренду у «Ростова» Матиас Норманн. К зимней паузе «Динамо» находилось на четвёртой строчке, но после перерыва у команды начался спад, завершившийся увольнением главного тренера Йокановича и назначением Павла Алпатова в качестве исполняющего обязанности. Сезон команда закончила на девятом месте.
Летом 2023 года новым главным тренером «Динамо» был объявлен чешский специалист Марцел Личка, до этого возглавлявший «Оренбург». В августе клуб покинул его воспитанник и один из лидеров Арсен Захарян — молодой полузащитник перешёл в «Реал Сосьедад». Новичками команды стали игроки сборной Мексики и Колумбии Луис Чавес и Хорхе Карраскаль, а также бразильский плеймейкер из «Гремио» Битело. На протяжении всего сезона 2023/2024 клуб шёл в группе лидеров, дважды по ходу турнира обыграв действующего чемпиона — «Зенит». После победы с двумя голами в дополнительное время над «Балтикой» (3:2) «Динамо» вышло на первое место за два тура до завершения чемпионата, однако 30-м туре команда проиграла в гостевом матче «Краснодару» (0:1) и опустилась на третью строчку. По итогам турнира Константин Тюкавин был признан лучшим нападающим сезона, а Марцел Личка получил аналогичную награду как тренер.
В июле 2024 года команду в связи с истечением срока контракта покинул голкипер Антон Шунин, став вторым в истории «бело-голубых» по числу как сыгранных матчей, так и игр на ноль. На его место пришёл другой опытный вратарь — Андрей Лунёв. «Динамо» уверенно начало чемпионат 2024/2025, одержав победы в трёх первых турах, однако затем потерпело поражения от прямых конкурентов — «Зенита», «Краснодара» и ЦСКА — и «бело-голубые» ушли на зимнюю паузу на 4-м месте (набрав на три очка больше, чем в предыдущем сезоне). В матче 17-го тура против грозненского «Ахмата» (1:1) вратарь команды Игорь Лещук на пятой добавленной минуте забил мяч после подачи с углового: тем самым он стал первым голкипером в истории чемпионата России, которому удалось с игры поразить ворота соперника. В период зимней паузы состав команды пополнили крайний защитник Хуан Касерес и полузащитник Данил Глебов. В первой игре после возобновления турнира (в 19-м туре против «Ростова») лидер «Динамо» Константин Тюкавин получил серьёзную травму — разрыв передней крестообразной связки и выбыл до конца сезона. В отсутствие лучшего бомбардира роль лидера на себя взял другой воспитанник клуба — Ярослав Гладышев: молодой форвард в 12-матчевом весеннем отрезке сезона забил семь мячей и отдал четыре голевые передачи. В конце апреля команда завершила своё выступление в Кубке России, проиграв в 1/2 финала пути регионов московскому «Спартаку», после чего Марцел Личка был уволен с поста главного тренера «Динамо». Исполняющим обязанности главного тренера был назначен Ролан Гусев, под руководством которого команда одержала три победы подряд, но проиграла «Краснодару» (0:3) в последнем туре, принеся тому первое чемпионство в истории. Турнир «Динамо» завершило на 5-м месте.
13 июня 2025 года новым главным тренером команды после получения согласия от РФС был объявлен действующий тренер сборной России — Валерий Карпин. Летом состав клуба пополнили защитники Максим Осипенко и Бахтиёр Зайнутдинов, форвард Иван Сергеев и полузащитник Рубенс.

## Сезоны
Чемпион      2-е место      3-е место      4-е место

| Чемпионат    | Чемпионат |
| Сезон        | Место     |
| СССР         | СССР      |
| ------------ | --------- |
| 1936 (весна) | 1-е       |
| 1936 (осень) | 2-е       |
| 1937         | 1-е       |
| 1938         | 5-е       |
| 1939         | 7-е       |
| 1940         | 1-е       |
| 1945         | 1-е       |
| 1946         | 2-е       |
| 1947         | 2-е       |
| 1949         | 1-е       |
| 1950         | 2-е       |
| 1951         | 5-е       |
| 1952         | 3-е       |
| 1953         | 4-е       |
| 1954         | 1-е       |
| 1955         | 1-е       |
| 1956         | 2-е       |
| 1957         | 1-е       |
| 1958         | 2-е       |
| 1959         | 1-е       |
| 1960         | 3-е       |
| 1961         | 6-е       |
| 1962         | 2-е       |
| 1963         | 1-е       |
| 1964         | 7-е       |
| 1965         | 5-е       |
| 1966         | 8-е       |
| 1967         | 2-е       |
| 1968         | 5-е       |
| 1969         | 4-е       |
| 1970         | 2-е       |
| 1971         | 5-е       |
| 1972         | 10-е      |
| 1973         | 3-е       |
| 1974         | 6-е       |
| 1975         | 3-е       |
| 1976 (весна) | 1-е       |
| 1976 (осень) | 6-е       |
| 1977         | 4-е       |
| 1978         | 4-е       |
| 1979         | 5-е       |
| 1980         | 14-е      |
| 1981         | 4-е       |
| 1982         | 11-е      |
| 1983         | 15-е      |
| 1984         | 16-е      |
| 1985         | 14-е      |
| 1986         | 2-е       |
| 1987         | 10-е      |
| 1988         | 10-е      |
| 1989         | 8-е       |
| 1990         | 3-е       |
| 1991         | 6-е       |

| Чемпионат | Чемпионат   |
| Сезон     | Место       |
| Россия    | Россия      |
| --------- | ----------- |
| 1992      | 3-е         |
| 1993      | 3-е         |
| 1994      | 2-е         |
| 1995      | 4-е         |
| 1996      | 4-е         |
| 1997      | 3-е         |
| 1998      | 9-е         |
| 1999      | 5-е         |
| 2000      | 5-е         |
| 2001      | 9-е         |
| 2002      | 8-е         |
| 2003      | 6-е         |
| 2004      | 13-е        |
| 2005      | 8-е         |
| 2006      | 14-е        |
| 2007      | 6-е         |
| 2008      | 3-е         |
| 2009      | 8-е         |
| 2010      | 7-е         |
| 2011/12   | 4-е         |
| 2012/13   | 7-е         |
| 2013/14   | 4-е         |
| 2014/15   | 4-е         |
| 2015/16   | 15-е        |
| 2016/17   | 1-е (в ФНЛ) |
| 2017/18   | 8-е         |
| 2018/19   | 12-е        |
| 2019/20   | 6-е         |
| 2020/21   | 7-е         |
| 2021/22   | 3-е         |
| 2022/23   | 9-е         |
| 2023/24   | 3-е         |

Всего: 11 титулов (СССР)

## Достижения

### Национальные титулы
- Почётная Грамота Президиума Верховного Совета Российской Федерации (26 апреля 1993 года) — за высокие спортивные достижения  на всероссийских и международных соревнованиях, большой вклад в развитие физической культуры и спорта Российской Федерации и в связи с 70-летием со дня образования первого в России физкультурно-спортивного  общества «Динамо»[92].

Чемпионат СССР / Чемпионат России
- Чемпион (11): 1936 (в), 1937, 1940, 1945, 1949 , 1954, 1955, 1957, 1959, 1963, 1976 (в)
- Серебряный призёр (12): 1936 (о), 1946, 1947, 1948, 1950, 1956, 1958, 1962, 1967, 1970, 1986, 1994
- Бронзовый призёр (11): 1952, 1960, 1973, 1975, 1990, 1992, 1993, 1997, 2008, 2021/22, 2023/24

Кубок СССР / Кубок России
- Обладатель (7): 1937, 1953, 1966/67, 1970, 1977, 1984, 1994/95
- Финалист (9): 1945, 1949, 1950, 1955, 1979, 1996/97, 1998/99, 2011/12, 2021/22

Кубок сезона
- Обладатель: 1977

Первенство ФНЛ
- Победитель: 2016/17

### Турниры УЕФА
Кубок обладателей кубков УЕФА
- Финалист: 1971/72

### Командные рекорды
- Самая крупная победа: 10:0 — против «Крыльев Советов» (Москва), чемпионат СССР, 28 июня 1945 года.
- Самая крупная победа в чемпионате России: 7:1 — против «Луч-Энергии», 14 октября 1993 года; 7:1 — против «Зенита», 10 мая 2003 года (оба результата входят в 10-ку крупнейших побед чемпионата России для всех команд)[93].
- Самая крупная победа в кубке СССР: 10:0 — против Металлурга (Москва), 18 октября 1949 года[94].
- Самое крупное поражение: 0:7 — против «Динамо» (Минск), чемпионат СССР, 16 ноября 1982 года.
- Наибольшее число забитых мячей в одном матче: 13 (8:5) — против «Динамо» (Киев), чемпионат СССР, 4 июня 1940 года.
- Самая продолжительная победная серия: 17 матчей — с 14 июня по 16 сентября 1945 года.
- Самая продолжительная серия крупных побед: 4 матча, сезон 1946.
- Наибольшее количество побед в одном сезоне: 26, сезоны 1949, 2016/17.
- Наибольшее количество голов в одном сезоне: 104, сезон 1949.
- Самый результативный финал кубка СССР: 5:2 — матч «Динамо» (Москва) — «Динамо» (Тбилиси), сезоне 1937 года; достижение было повторено в сезоне 1989/90 — финал «Динамо» (Киев) — «Локомотив» (Москва) завершился со счётом 6:1.
- Наибольшее количество очков в чемпионате СССР — 57 (сезон 1949).
- Наибольшее количество очков в чемпионате России — 68 (сезон 1997).
- Наибольшее количество очков в ФНЛ — 87 (сезон 2016/17).
- Самые посещаемые игры: ЦСК МО — «Динамо» (1959), «Спартак» — «Динамо» (1961) — по 104 тысячи[95]; «Динамо» — «Динамо» (Тбилиси) в 1970, «Динамо» — «Спартак» (1963, 1967) — по 103 тысячи[94].
- Наименее посещаемый матч: 200 человек на матче «Динамо» — Б-36 Торсхавн, групповой матч Кубка Интертото, июля 1997 года[94].

### Рекорды игроков
- Наибольшее количество голов в сезоне: 25 — Сергей Соловьёв, сезон 1948.
- Наибольшее количество голов в одном матче: 5 — Игорь Колыванов, против «Днепра» (Днепропетровск), чемпионат СССР, 5 октября 1991 года.
- Первый хет-трик в чемпионате России: Виктор Леоненко — матч против «Факела» 8 апреля 1992 года.
- Первый покер в чемпионате России: Вели Касумов — матч против «Асмарала» 11 сентября 1992 года.

## Болельщики

### История фанатского движения

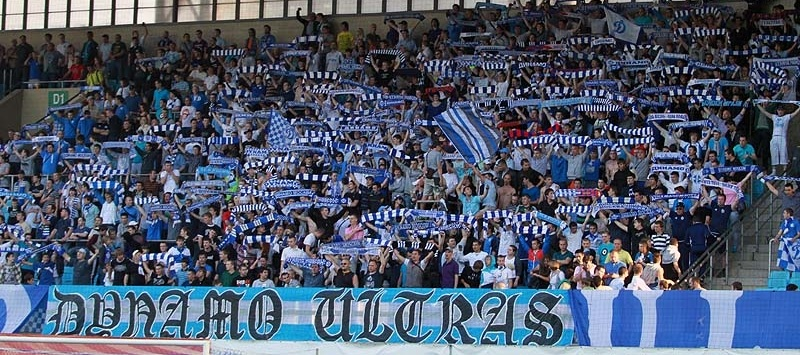
Болельщики «Динамо»

«Динамо» является пятым клубом по популярности в России, уступая «Спартаку», «Зениту», ЦСКА и «Локомотиву». По средней посещаемости домашних матчей среди клубов Премьер-лиги «Динамо» занимает 14-е место. В основном это связано с капитальной реконструкцией клубного стадиона и переездом команды на менее вместительный стадион в Химки. По среднему количеству болельщиков на гостевых матчах «Динамо» занимает 11-е место.
Фан-движение клуба одно из старейших в России. Датой образование динамовского фанатизма принято считать 1976 год. Самые активные поклонники команды стали собираться на Западной трибуне. 22 ноября 2008 года состоялась презентация нового объединения болельщиков «Династия», которое подразумевало объединение всех болельщиков в разных видах спорта на благо поддержки спортобщества «Динамо». В 2010 году «Династия» прекратила своё существование, а ей на смену пришла ультрас-группа «Ультрас Динамо», которая является основной группой, занимающейся активной поддержкой на матчах футбольного, а также хоккейного «Динамо».

### Побратимы и соперники

#### Побратимы
Из российских команд у «Динамо» дружественные отношения только с ЦСКА. Фанаты нередко вместе на одном секторе поддерживают команды в матчах с другими клубами. Также в хороших отношениях фанаты «Динамо» состоят с динамовскими коллективами из других городов России. Среди зарубежных клубов побратимом являются сербский ОФК и кипрский «Анортосис».

#### Соперники
Главными соперниками болельщиков «Динамо» являются фанаты московских клубов «Спартака» и «Торпедо», а также петербургского «Зенита». Дерби со «Спартаком» является старейшим в России, оно ведётся со времён первого чемпионата СССР.

## Эмблема
- История эмблемы футбольного клуба «Динамо» берёт своё начало в 1923 году совместно с официальной датой образования первого в союзе подведомственного спортивного общества «Динамо». В связи с тем, что образованное общество объединяло в себе представительства практически всех видов спорта, культивируемых в тот момент на территории СССР, то и эмблема футбольным клубом использовалась общая.
- В 1926 году утвердили эмблему динамовцев — синяя буква «Д» внутри ромба, а также форму спортсменов — бело-синяя футболка с нашитой эмблемой общества на груди.
- В 1939 году в честь своего юбилея общество было награждено особой наградой — Орденом Ленина. В честь данного события эмблему «Динамо» некоторое время украшала красная звезда. При этом неизменным оставалось одно — краеугольным камнем в символике клуба оставалась буква «Д» цвета электрик.
- В 1992 году уже в новой России из эмблемы футбольного клуба убрали Орден Ленина.
- В 2013 году по результатам решения собрания РФС клубам было разрешено добавить к эмблемам золотые звёзды, кратно пяти выигранным чемпионатам страны. При этом победы времён СССР также приравнивались к историческим регалиям клуба. Таким образом, динамовцы получили право разместить над легендарным ромбом 2 золотые звезды — знак одиннадцати чемпионских титулов[101].

История эмблемы клуба
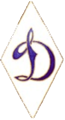
1926
1939—1991
2015—н. в.

## Владельцы и спонсоры
В пост-советское время владельцем клуба было Всероссийское физкультурно-спортивное общество (ВФСО) «Динамо». В 2004 году оно безвозмездно передало структурам Алексея Федорычева 70 % акций клуба в обмен на обещание погасить долги и помочь с финансированием — у клуба копились долги по зарплате, не было денег на покупку игроков. Как рассказал Федорычев в интервью «Спорт экспрессу», за два года он потратил на «Динамо» 200 млн евро: из них 140 млн евро было потрачено на покупку десятка португальских футболистов, в том числе таких, как Данни, Дерлей, Манише и Коштинья, и их зарплаты. Летом 2006 года генерал-полковник и главный куратор клуба Сергей Степашин заявил, что клуб уже к осени может купить «Нафта-Москва» Сулеймана Керимова.
Летом 2006 года общество «Динамо» подписало соглашение о сотрудничестве с госбанком ВТБ, который решил профинансировать реконструкцию стадиона в Петровском парке. Банк планировал инвестировать $1 млрд в проект комплексной реконструкции территории центрального стадиона «Динамо», предусматривающий возведение рядом со стадионом около 500 000 м² спортивной, коммерческой и жилой недвижимости. В начале 2008 года клуб заключил инвестконтракт, обменяв принадлежавший ему стадион и манеж на долю в проекте по развитию Петровского парка. Лишившись стадиона и манежа, «Динамо» сразу же заложил ВТБ и права на запланированную к строительству недвижимость. В 2008 году в бюджете клуба размером $41 млн большую часть — $29,9 млн — составили кредиты ВТБ, полученные под обеспечение в виде будущих доходов от проекта «ВТБ арена парк». В 2009 году под будущие доходы клуб получил кредиты ещё на 400 млн руб. Долг был конвертирован в акции «Динамо» и долю в девелоперском проекте, и весной 2009 года банк ВТБ получил 75 % акций клуба.
После ухода Ротенберга в 2015 году ВТБ объявил о намерении вернуть обществу 74 % акций клуба, поскольку «Динамо» задолжало банку более 5 млрд руб., а общие долги клуба на конец 2016 года оценивались приблизительно в 11 млрд руб. В конце 2016 года «Динамо» согласилось выкупить у ВТБ акции клуба за 1 рубль.
30 мая 2019 года банк в отчётности по МСФО сообщил о приобретении 99,9961 % акций «Динамо», в клубе начались кадровые перестановки. Планировалось в течение восьми лет погасить долги «Динамо» в размере 5 млрд рублей без процентов начисления на них равными долями, что примерно означало 50-процентную скидку по этому долгу. В феврале 2020 года банковская группа ВТБ выделила «Динамо» 4,2 млрд рублей (67 млн долл.) по спонсорскому контракту.

### Форма

#### Домашняя
| 1923    | 1924    | 1926    | 1933    | 1937, 1945 | 1953    | 1970    | 1977    | 1984    | 2007    | 2011/12 |
| 2012/13 | 2013/14 | 2014/15 | 2015/16 | 2016/17    | 2017/18 | 2018/19 | 2020/21 | 2021/22 | 2022/23 | 2023/24 |

#### Гостевая
| 1928    | 1933    | 2011/12 | 2012/13 | 2013/14 | 2014/15 | 2015/16 | 2016/17 | 2017/18 | 2018/19 | 2020/21 |
| 2021/22 | 2022/23 | 2023/24 |         |         |         |         |         |         |         |         |

#### Резервная
| 2022/23 |

Источники:

### Титульные и технические спонсоры
В настоящее время титульным спонсором «Динамо» является российский коммерческий банк «ВТБ», техническим — российская компания «Bosco».
| Период    | Производитель | Титульный спонсор                                |
| ?—1992    | Adidas        |                                                  |
| 1992—1997 | Umbro         | Parmalat (1994—1996)                             |
| 1997—2001 | Adidas        | Экономика и жизнь (1998—1999) Fedcom (2000—2001) |
| 2002      | Nike          |                                                  |
| 2003—2006 | Diadora       | ЮКОС (2003) Fedcom (2004) Xerox (2005—2007)      |
| 2006—2011 | Umbro         | Металлоинвест (2008) ВТБ (2009—н. в.)            |
| 2011—2014 | Adidas        | Металлоинвест (2008) ВТБ (2009—н. в.)            |
| 2014—2019 | Nike          | Металлоинвест (2008) ВТБ (2009—н. в.)            |
| 2019—2021 | Kelme         | Металлоинвест (2008) ВТБ (2009—н. в.)            |
| 2021—2024 | Puma          | Металлоинвест (2008) ВТБ (2009—н. в.)            |
| 2024—н.в. | Bosco         | Металлоинвест (2008) ВТБ (2009—н. в.)            |

#### Спонсоры и партнёры
- Генеральный спонсор:
  -  Банк ВТБ — международная финансовая группа
- Титульный партнёр:
  -  BetBoom — букмекерская компания
- Автомобильный партнёр:
  -  Changan
- Официальный авиаперевозчик:
  -  «Россия»
- Официальные партнёры:
  -  «Дикси» — один из крупнейших российских ритейлеров
  -  Bosco — российская компания, главный акционер московского ГУМа
  -  Wildberries — крупнейший онлайн-ритейлер России
  -  Сенежская — производитель питьевой воды
  -  bioniq — компания, которая создаёт персонализированные витамины
  -  Amazfit — бренд интеллектуальных носимых устройств
  -  Dreame — производитель бытовой техники

## Состав

### Основной состав
| 31 | Флаг России     | Вр  | Игорь Лещук         | 1996 |  |  |  |  |  |
| 47 | Флаг Беларуси   | Вр  | Андрей Кудравец     | 2003 |  |  |  |  |  |
| 99 | Флаг России     | Вр  | Андрей Лунёв        | 1991 |  |  |  |  |  |
|    |                 |     |                     |      |  |  |  |  |  |
| 2  | Флаг Уругвая    | Защ | Николас Маричаль    | 2001 |  |  |  |  |  |
| 4  | Флаг Парагвая   | Защ | Хуан Касерес        | 2000 |  |  |  |  |  |
| 5  | Флаг Сербии     | Защ | Милан Майстрович    | 2005 |  |  |  |  |  |
| 6  | Флаг Парагвая   | Защ | Роберто Фернандес   | 2000 |  |  |  |  |  |
| 7  | Флаг России     | Защ | Дмитрий Скопинцев   | 1997 |  |  |  |  |  |
| 55 | Флаг России     | Защ | Максим Осипенко     | 1994 |  |  |  |  |  |
| 56 | Флаг России     | Защ | Леон Зайдензаль     | 2004 |  |  |  |  |  |
| 93 | Флаг Уругвая    | Защ | Диего Лаксальт      | 1993 |  |  |  |  |  |
|    |                 |     |                     |      |  |  |  |  |  |
| 10 | Флаг Бразилии   | ПЗ  | Битело              | 2000 |  |  |  |  |  |
| 19 | Флаг Казахстана | ПЗ  | Бахтиёр Зайнутдинов | 1998 |  |  |  |  |  |
| 15 | Флаг России     | ПЗ  | Данил Глебов        | 1999 |  |  |  |  |  |
| 24 | Флаг Мексики    | ПЗ  | Луис Чавес          | 1996 |  |  |  |  |  |
| 30 | Флаг России     | ПЗ  | Дмитрий Александров | 2006 |  |  |  |  |  |

| 34 | Флаг Грузии   | ПЗ  | Лука Гагнидзе          | 2003 |  |  |  |  |  |
| 44 | Флаг Бразилии | ПЗ  | Рубенс                 | 2001 |  |  |  |  |  |
| 50 | Флаг России   | ПЗ  | Александр Кутицкий     | 2005 |  |  |  |  |  |
| 52 | Флаг России   | ПЗ  | Егор Смелов            | 2005 |  |  |  |  |  |
| 74 | Флаг России   | ПЗ  | Даниил Фомин (капитан) | 1997 |  |  |  |  |  |
| 77 | Флаг России   | ПЗ  | Денис Макаров          | 1998 |  |  |  |  |  |
| 88 | Флаг России   | ПЗ  | Виктор Окишор          | 2006 |  |  |  |  |  |
|    |               |     |                        |      |  |  |  |  |  |
| 11 | Флаг Бразилии | Нап | Артур Гомес            | 1998 |  |  |  |  |  |
| 13 | Флаг Камеруна | Нап | Муми Нгамалё           | 1994 |  |  |  |  |  |
| 14 | Флаг Марокко  | Нап | Эль-Мехди Маухуб       | 2003 |  |  |  |  |  |
| 17 | Флаг России   | Нап | Ульви Бабаев           | 2004 |  |  |  |  |  |
| 33 | Флаг России   | Нап | Иван Сергеев           | 1995 |  |  |  |  |  |
| 69 | Флаг России   | Нап | Денис Боков            | 2005 |  |  |  |  |  |
| 70 | Флаг России   | Нап | Константин Тюкавин     | 2002 |  |  |  |  |  |
| 91 | Флаг России   | Нап | Ярослав Гладышев       | 2003 |  |  |  |  |  |

Молодёжная команда «Динамо» выступает в своём возрастном первенстве, проводит матчи на стадионе «Родина». В турнире дублёров юные динамовцы побеждали дважды — в 2002 и 2003 годах, и в молодёжном первенстве команда выигрывала два раза — в сезонах 2011/12 и 2013/14. В первенстве дублёров СССР динамовский дубль выигрывал 7 раз. В сезоне 2016/17 впервые участвовала в Юношеской лиге УЕФА.
Футбольная школа воспитала таких футболистов как Василий Трофимов, Виктор Царёв, Андрей Якубик, Андрей Кобелев, Сергей Овчинников, Ролан Гусев.

## Официальные лица клуба

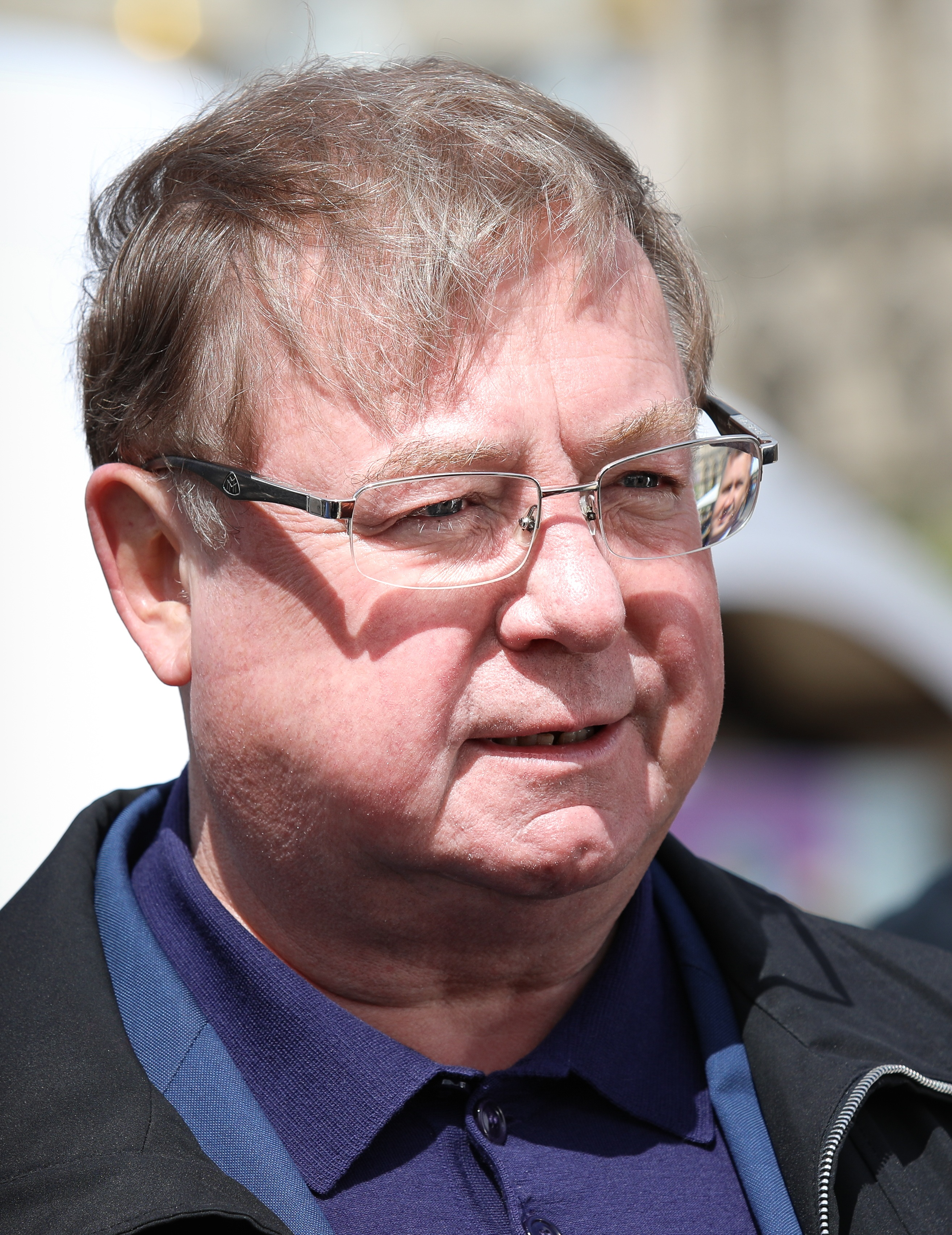
Член совета директоров Сергей Степашин

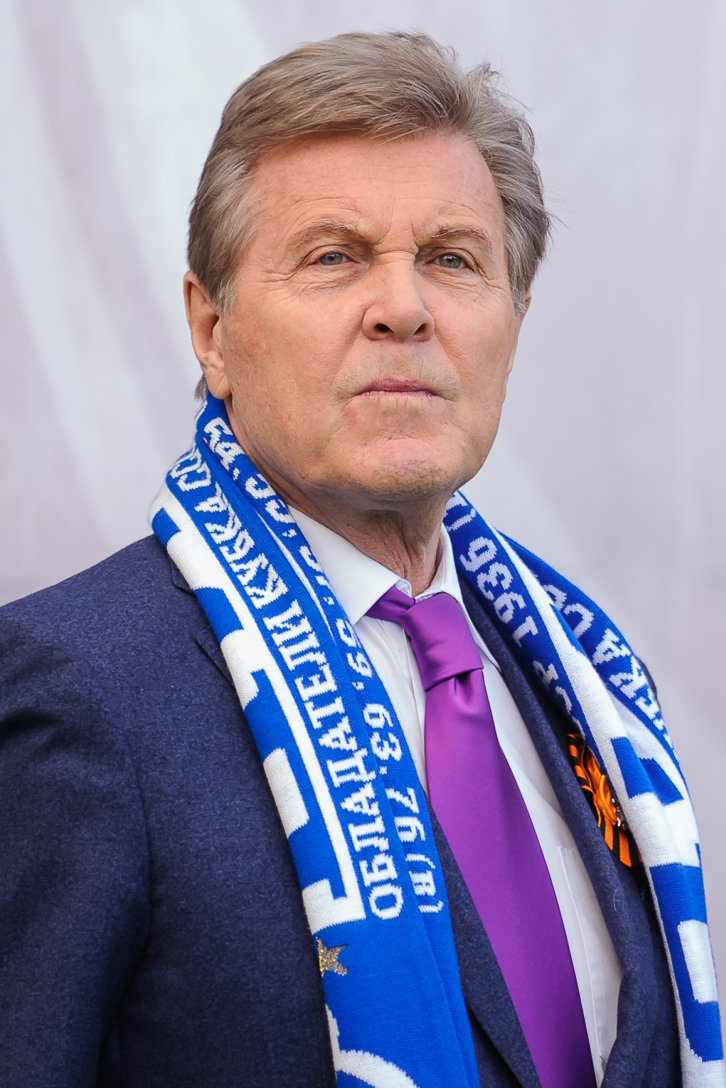
Член консультативного совета Лев Лещенко

### Совет директоров
- Дмитрий Гафин — председатель совета директоров клуба
- Сергей Степашин — член совета директоров
- Анатолий Гулевский — член совета директоров
- Павел Пивоваров — член совета директоров, генеральный директор клуба
- Александр Кузнецов — член совета директоров, директор академии «Динамо»

### Правление клуба
- Эдуард Задубровский — заместитель генерального директора по правовым вопросам
- Дмитрий Манкин — заместитель генерального директора
- Желько Бувач — заместитель генерального директора по спорту

### Консультативный совет
- Сергей Степашин — председатель консультативного совета
- Георгий Веренич — действительный государственный советник 1-го класса
- Михаил Гершкович — ветеран футбольного клуба
- Сергей Захаров — председатель правления Marathon Group
- Лев Лещенко — народный артист РСФСР
- Владимир Пильгуй — ветеран футбольного клуба
- Пётр Фрадков — председатель ПАО «Промсвязьбанк»
- Михаил Эскиндаров — президент Финансового университета при Правительстве России
- Анатолий Гулевский — председатель Всероссийского физкультурно-спортивного общества «Динамо»
- Николай Соломон — генеральный директор Федерального центра компетенций
- Михаил Куснирович — российский предприниматель
- Александр Тащин — генеральный продюсер телеканала «Матч ТВ»
- Александр Лазарев — народный артист Российской Федерации
- Вадим Ковалёв
- Александр Ивлев
- Джордж Рижинашвили

## Тренерский и медицинский штаб
| Должность                          | Имя                                                           |
| ---------------------------------- | ------------------------------------------------------------- |
| Главный тренер                     | Валерий Карпин                                                |
| Ассистенты главного тренера        | Ролан Гусев Сергей Паршивлюк                                  |
| Тренеры-аналитики                  | Алексей Радевич Андрей Панов                                  |
| Тренер вратарей                    | Дмитрий Изотов                                                |
| Тренеры по физической подготовке   | Евгений Стукалов Иван Карандашов                              |
| Директор клубной академии          | Александр Кузнецов                                            |
| Административный директор академии | Ольга Камнёва                                                 |
| Главный тренер клубной академии    | Николай Гонтарь                                               |
| Главный тренер команды до 23 лет   | Филипп Соколинский                                            |
| Главный тренер команды до 18 лет   | Дмитрий Половинчук                                            |
| Тренер-реабилитолог                | Артур Савельев                                                |
| Главный врач                       | Александр Родионов                                            |
| Физиотерапевты                     | Матия Майцен Дмитрий Смирнов                                  |
| Массажисты                         | Владимир Колосков Николай Ларин Гегам Хачатрян Сергей Путилин |
| Главный врач молодёжной команды    | Эльдар Гулиев                                                 |

## Президенты клуба
Должность президента в «Динамо» присутствовала не всегда. Несколько раз главой клуба являлся генеральный директор.
| Председатель клуба   |                        |
| 1989—1990            | Владимир Пильгуй       |
| Президент            |                        |
| 1991—1992            | Валерий Сысоев         |
| 1993—1997            | Николай Толстых        |
| Генеральный директор |                        |
| 1998                 | Николай Толстых        |
| Президент            |                        |
| 1999                 | Николай Толстых        |
| Генеральный директор |                        |
| 2000—2001            | Николай Толстых        |
| 2002                 | Владимир Ульянов       |
| 2002—2006            | Юрий Заварзин          |
| 2006—2009            | Дмитрий Иванов         |
| Президент            |                        |
| 2009—2012            | Юрий Исаев             |
| 2012—2013            | Геннадий Соловьёв      |
| 2013—2015            | Борис Ротенберг        |
| Председатель клуба   |                        |
| 2015—2016            | Василий Титов          |
| 2016                 | Владимир Проничев      |
| Генеральный директор |                        |
| 2016—2018            | Евгений Муравьёв       |
| 2018—2019            | Сергей Фёдоров         |
| 2019                 | Андрей Милькин (и. о.) |
| 2019—2021            | Юрий Белкин            |
| Президент            |                        |
| 2021                 | Юрий Белкин            |
| Генеральный директор |                        |
| 2021—н. в.           | Павел Пивоваров        |

## Главные тренеры

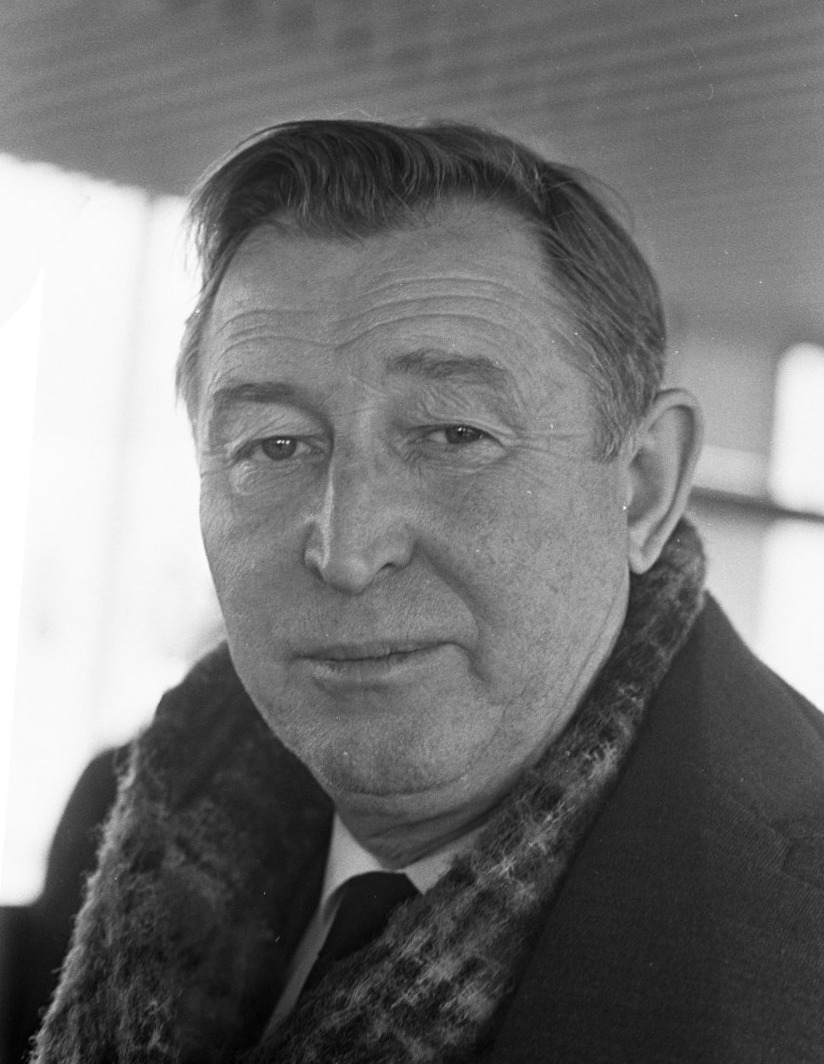
Михаил Якушин — самый успешный тренер «Динамо»

Следующие главные тренеры выиграли хотя бы один официальный турнир с «Динамо»:
| Имя                 | Период работы       | Показатели | Показатели | Показатели | Показатели | Показатели | Выигранные турниры                                |
| Имя                 | Период работы       | М          | В          | Н          | П          | % побед    | Выигранные турниры                                |
| ------------------- | ------------------- | ---------- | ---------- | ---------- | ---------- | ---------- | ------------------------------------------------- |
| Константин Квашнин  | 1935—1937           | 23         | 19         | 3          | 1          | 82,61      | 1 чемпионат СССР                                  |
| Виктор Дубинин      | 1937—1938           | 25         | 16         | 6          | 3          | 64,00      | 1 чемпионат СССР, 1 Кубок СССР                    |
| Борис Аркадьев      | 1940—1944           | 89         | 63         | 12         | 13         | 70,79      | 1 чемпионат СССР                                  |
| Михаил Якушин       | 1944—1950 1953—1960 | 351        | 230        | 57         | 64         | 65,96      | 6 чемпионатов СССР, 1 Кубок СССР                  |
| Александр Пономарёв | 1962—1965           | 119        | 57         | 35         | 27         | 47,90      | 1 чемпионат СССР                                  |
| Константин Бесков   | 1967—1973 1994—1995 | 322        | 156        | 92         | 74         | 47,23      | 2 Кубка СССР, 1 Кубок России                      |
| Александр Севидов   | 1975—1979 1983—1985 | 224        | 104        | 68         | 52         | 46,01      | 1 чемпионат СССР, 2 Кубка СССР, 1 Суперкубок СССР |
| Юрий Калитвинцев    | 2016—2017           | 38         | 26         | 9          | 3          | 68,42      | 1 первенство ФНЛ                                  |

## Стадион

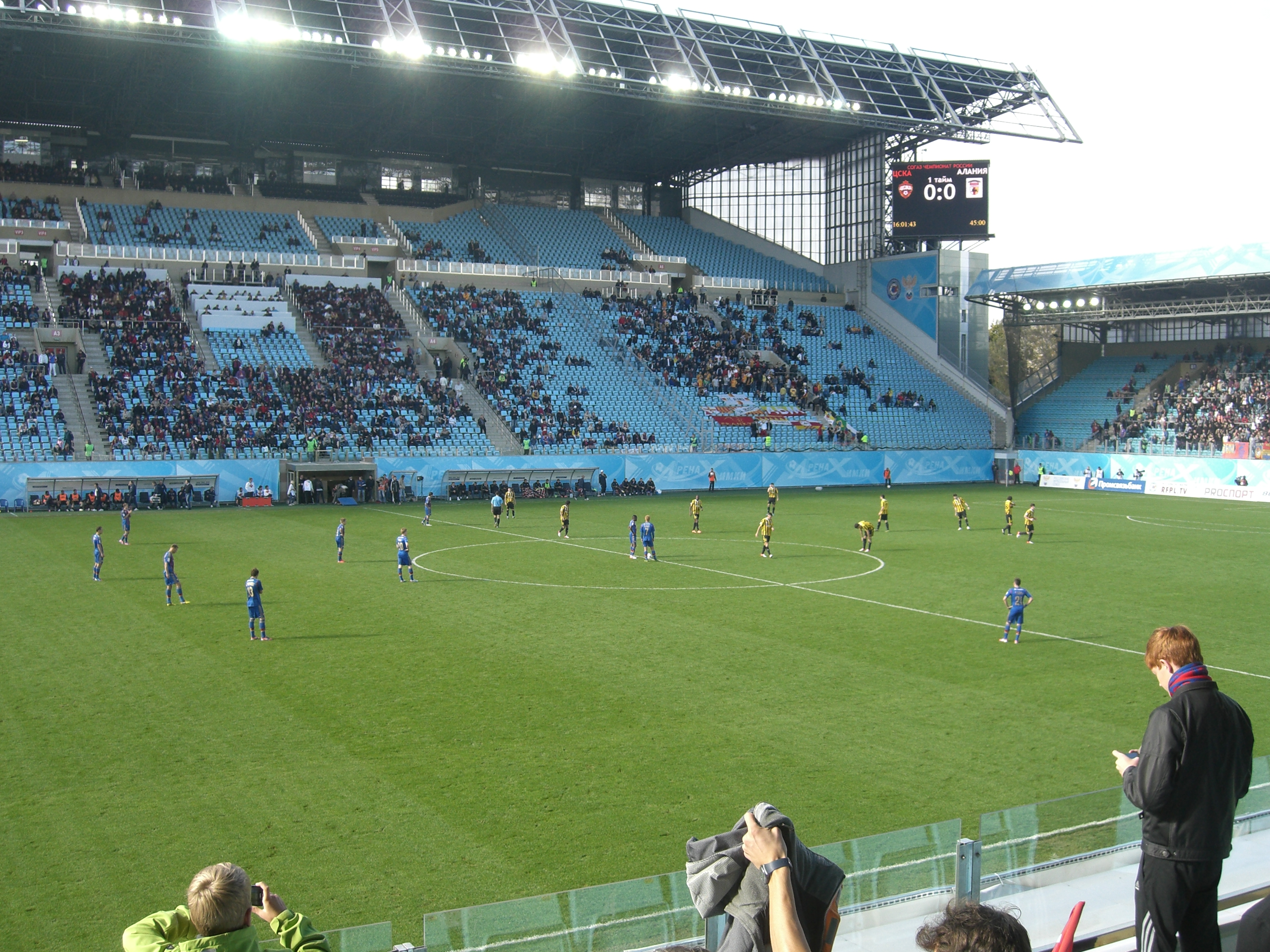
«Арена Химки»

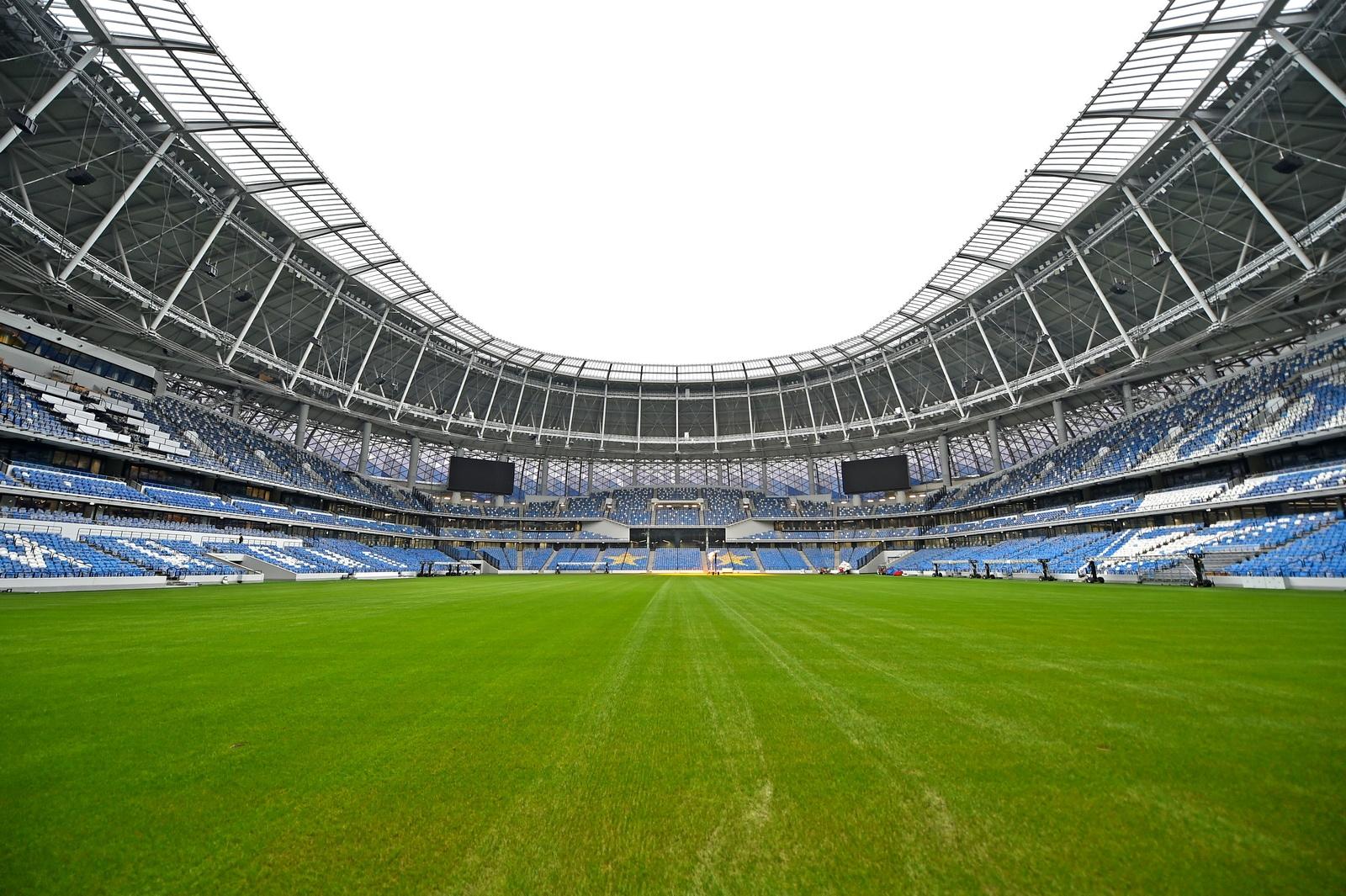
Внутри стадиона «Динамо»

В конце 1923 года вступил в строй стадион «Динамо» в Орлово-Давыдовском переулке, на пустыре около детской больницы святой Ольги. К августу того года было готово земляное поле без травы с тремя рядами деревянных скамеек, вмещавших 3—5 тысяч зрителей. Рядом находилось небольшое деревянное здание, служившее раздевалкой и кладовкой. В мае 1924 футбольное поле укатали и выровняли, поставили новый забор, отремонтировали раздевалки, в которых оборудовали душевые с горячей водой. Раздевалка находилась в здании бывшего морга детской больницы. С 1925 по 1926 год директором стадиона был Василий Житарев. К началу 1930-х годов сооружение снесли.
Во второй половине 1926 года появилась идея строительства нового стадиона, местом которого выбрали Петровский парк. На пересечении Московской и Театральной аллей началось возведение арены силами молодёжи. В августе 1927 было принято решение о проведении Всесоюзной спартакиады и темпы работы ускорились. Вначале стадион имел форму подковы и лишь в 1936 году была достроена Восточная трибуна. За ней располагалось тренировочное поле. Первым матчем на новой арене стал поединок Спартакиады между сборной Белоруссии и рабочей командой Швейцарии 17 августа 1928 года. Первый матч динамовцев на стадионе прошёл 19 мая 1929 года. В игре чемпионата Москвы «Динамо» играло с командой РКимА и победило 3:2. Также стадион использовался для проведения вело- и мотогонок. Из-за нехватки мест во время аншлагов на треке устанавливали скамейки для зрителей, которые привозили из разных парков и скверов города. Под трибунами были расположены спортивные залы, раздевалки, врачебные кабинеты, два тира и помещения технических служб. Стадион стал принимать финалы чемпионатов СССР по футболу, всесоюзные первенства по лёгкой атлетике и конькобежному спорту. 20 августа 1931 года сборная СССР на нём встречалась с командой Турции и победила. В 1933 на стадионе впервые прошли матчи чемпионата СССР по хоккею с мячом. Осенью 1934 года началась реконструкция арены и строительство второй очереди. Были убраны вело- и мототрек, углублено на три метра поле и достроен нижний ярус трибун. Вместимость стадиона возросла до 53 445 мест. В подтрибунных помещениях появились дополнительные залы.
Во время Великой Отечественной войны на стадионе проводились подготовка солдат и стали формироваться отряды ОМСБОНа. В помещениях велась тренировка снайперов и стрелков. Сам стадион был замаскирован от авианалётов, на нём были высажены деревья.
В 1964 году на стадионе было установлено электронное световое табло. В конце 1970-х возле него построили четыре мачты освещения, позволившие вести телетрансляции в цветном изображении. Во время Олимпийских игр 1980 стадион принял 7 матчей футбольного турнира, в том числе 3 встречи с участием сборной СССР. С 1985 года директором стадиона является Олег Точелович.
С конца 1980-х годов стадион стал использоваться для проведения концертов. Самый крупный прошёл в 1996 году — выступление Майкла Джексона.
Перед началом сезона 1998 на стадионе деревянные скамейки были заменены пластиковыми креслами, после чего вместимость уменьшилась до 36 000 зрителей.
В начале 1990-х годов генеральный директор клуба Николай Толстых решил провести реконструкцию динамовской арены. Были найдены инвесторы, готов проект стадиона и согласован с мэрией Москвы. Но из-за земельных споров строительство было отложено. В начале 2009 года началась капитальная реконструкции стадиона. Старые трибуны были снесены. Внешний периметр стен был не тронут. На несколько сезонов клуб переехал на стадион «Арена Химки».
У входа на Северную трибуну стоит памятник Льву Яшину. В 2008 году стадиону исполнилось 80 лет, 22 ноября на арене прошёл прощальный матч «Динамо».
Новый стадион под названием «ВТБ Арена парк» должен был быть открыт 22 октября 2017 года. После завершения работ вместимость арены составит 26 319 зрителей. Весь стадион будет стоить примерно 9 млрд рублей. Общая стоимость комплекса «ВТБ Арена Парк» оценена в 60 млрд рублей. Финансирование строительства обеспечивается за счёт средств Банка ВТБ и инвестиций ряда зарубежных банков. Изначально генеральным подрядчиком выступала французская фирма Vinci Construction Grands Projets, однако в июле 2014 года её сменила итальянская Codest International S.r.L.
Идея проекта принадлежит нидерландцу Эрику ван Эгераату и россиянину Михаилу Посохину, руководителю института Моспроект-2. Для доработки проекта был приглашён один из лучших мировых спортивных архитекторов — Дэвид Маника.

### Тренировочная база
Учебно-тренировочная база «Новогорск-Динамо» была открыта 14 мая 2008 года. Первый камень для строительства был заложен 23 июня 2003 года. Работы велись до 2005 года, а затем с ноября 2007 по 2008 годы. База располагает 3 футбольными полями, два из которых с натуральным покрытием и одно с искусственным.

## Рекордсмены клуба

### Игроки-рекордсмены
| Рекордсмены клуба по количеству матчей |       |
| Игрок                                  | Матчи |
| Александр Новиков                      | 395   |
| Антон Шунин                            | 366   |
| Александр Маховиков                    | 363   |
| Лев Яшин                               | 358   |
| Валерий Маслов                         | 351   |
| Сергей Никулин                         | 336   |
| Геннадий Еврюжихин                     | 334   |
| Виктор Аничкин                         | 322   |
| Андрей Кобелев                         | 311   |
| Алексей Петрушин                       | 305   |

| Лучшие бомбардиры в истории клуба |      |
| Игрок                             | Голы |
| Сергей Соловьёв                   | 152  |
| Константин Бесков                 | 116  |
| Валерий Газзаев                   | 87   |
| Олег Терёхин                      | 79   |
| Василий Трофимов                  | 77   |
| Василий Карцев                    | 73   |
| Игорь Численко                    | 73   |
| Владимир Козлов                   | 73   |
| Владимир Ильин                    | 70   |
| Владимир Савдунин                 | 70   |

### Рекордсмены «Динамо» в чемпионатах СССР
| #  | Футболист           | Период    | Игр |
| -- | ------------------- | --------- | --- |
| 1  | Александр Новиков   | 1975—1987 | 327 |
| 2  | Лев Яшин            | 1950—1970 | 326 |
| 3  | Валерий Маслов      | 1961—1971 | 319 |
| 4  | Александр Маховиков | 1970—1983 | 287 |
| 5  | Геннадий Еврюжихин  | 1966—1976 | 283 |
| 6  | Виктор Аничкин      | 1960—1972 | 282 |
| 7  | Сергей Никулин      | 1969—1984 | 280 |
| 8  | Виктор Царёв        | 1955—1966 | 279 |
| 9  | Алексей Петрушин    | 1970—1981 | 244 |
| 10 | Игорь Численко      | 1957—1970 | 229 |

| #  | Футболист          | Период    | Голов |
| -- | ------------------ | --------- | ----- |
| 1  | Сергей Соловьёв    | 1940—1952 | 135   |
| 2  | Константин Бесков  | 1941—1954 | 95    |
| 3  | Василий Карцев     | 1945—1951 | 72    |
| 4  | Валерий Газзаев    | 1979—1985 | 70    |
| 6  | Василий Трофимов   | 1939—1953 | 69    |
| 5  | Игорь Численко     | 1957—1970 | 68    |
| 7  | Владимир Ильин     | 1946—1957 | 63    |
| 8  | Владимир Савдунин  | 1945—1966 | 63    |
| 9  | Владимир Козлов    | 1967—1976 | 58    |
| 10 | Геннадий Еврюжихин | 1966—1976 | 54    |

### Рекордсмены «Динамо» в чемпионатах и первенствах России
| #  | Футболист         | Период               | Игр |
| -- | ----------------- | -------------------- | --- |
| 1  | Антон Шунин       | 2007—2024            | 339 |
| 2  | Александр Точилин | 1995—2008            | 239 |
| 3  | Леандро Фернандес | 2006—2014            | 208 |
| 4  | Владимир Гранат   | 2007—2014            | 190 |
| 5  | Александр Кокорин | 2008—2013, 2013—2015 | 171 |
| 6  | Игорь Семшов      | 2006—2008, 2010—2013 | 167 |
| 7  | Юрий Ковтун       | 1993—1998            | 156 |
| 8  | Сергей Некрасов   | 1992—1999            | 149 |
| 9  | Люк Уилкшир       | 2008—2014, 2016—2017 | 148 |
| 10 | Олег Терёхин      | 1995—1999            | 146 |

| #   | Футболист          | Период                | Голов |
| --- | ------------------ | --------------------- | ----- |
| 1   | Олег Терёхин       | 1995—1999             | 67    |
| 2   | Кевин Кураньи      | 2010—2015             | 50    |
| 3—4 | Игорь Симутенков   | 1992—1994             | 41    |
| 3—4 | Александр Кокорин  | 2008—2013, 2013—2015  | 41    |
| 5   | Константин Тюкавин | 2020—                 | 40    |
| 6   | Дмитрий Черышев    | 1993—1996             | 37    |
| 7—8 | Игорь Семшов       | 2006—2008, 2010—2013  | 36    |
| 7—8 | Кирилл Панченко    | 2016—2020             | 36    |
| 9   | Андрей Кобелев     | 1992, 1995—1998, 2002 | 28    |
| 10  | Даниил Фомин       | 2020—                 | 27    |

### Рекордсмены «Динамо» в еврокубках
| #    | Футболист           | Период                     | Игр |
| ---- | ------------------- | -------------------------- | --- |
| 1    | Андрей Кобелев      | 1985—1992, 1995—1998, 2002 | 29  |
| 2    | Александр Маховиков | 1970—1983                  | 28  |
| 3—4  | Александр Новиков   | 1975—1987                  | 24  |
| 3—4  | Сергей Некрасов     | 1992—1999                  | 24  |
| 5    | Ролан Гусев         | 1994—2001                  | 21  |
| 6—7  | Андрей Якубик       | 1968—1979, 1980            | 20  |
| 6—7  | Юрий Ковтун         | 1993—1998                  | 20  |
| 8    | Алексей Петрушин    | 1970—1981                  | 19  |
| 9—11 | Александр Минаев    | 1976—1984                  | 18  |
| 9—11 | Александр Кокорин   | 2008—2013, 2013—2015       | 18  |
| 9—11 | Кевин Кураньи       | 2010—2015                  | 18  |

| #    | Футболист          | Период                     | Голов |
| ---- | ------------------ | -------------------------- | ----- |
| 1    | Олег Терёхин       | 1995—1999                  | 8     |
| 2    | Валерий Газзаев    | 1979—1985                  | 7     |
| 3—4  | Андрей Кобелев     | 1985—1992, 1995—1998, 2002 | 6     |
| 3—4  | Александр Кокорин  | 2008—2013, 2013—2015       | 6     |
| 5—7  | Владимир Козлов    | 1967—1976                  | 5     |
| 5—7  | Игорь Симутенков   | 1990—1994                  | 5     |
| 5—7  | Кевин Кураньи      | 2010—2015                  | 5     |
| 8—10 | Николай Колесов    | 1973—1980                  | 4     |
| 8—10 | Владимир Казачёнок | 1976—1978                  | 4     |
| 8—10 | Алексей Ионов      | 2013—2017                  | 4     |

### Футболисты, сыгравшие 100 и более матчей за клуб
Список футболистов, сыгравших 100 и более матчей за клуб. Учитываются только матчи официальных турниров (чемпионат СССР, кубок СССР, чемпионат России, кубок России, первенство ФНЛ, приз Всесоюзного комитета, Кубок Премьер-Лиги, Лига чемпионов УЕФА, Кубок УЕФА, Лига Европы УЕФА, Кубок обладателей кубков УЕФА, Кубок Интертото).
- Юрий Авруцкий
- Виктор Аничкин
- Евгений Байков
- Владимир Басалаев
- Роман Березовский
- Константин Бесков
- Всеволод Блинков
- Николай Бобков
- Александр Бородюк
- Александр Бубнов
- Игорь Буланов
- Дмитрий Булыкин
- Юрий Вшивцев
- Владимир Габулов
- Валерий Газзаев
- Михаил Гершкович
- Ярослав Гладышев
- Владимир Глотов
- Александр Головня
- Николай Гонтарь
- Владимир Гранат
- Виталий Гришин
- Сергей Гришин
- Вячеслав Грулёв
- Геннадий Гусаров
- Ролан Гусев
- Данни
- Сергей Деркач
- Балаж Джуджак
- Игорь Добровольский
- Владимир Долбоносов
- Олег Долматов
- Геннадий Еврюжихин
- Евгений Жуков
- Валерий Зыков
- Вадим Иванов
- Владимир Ильин
- Сергей Ильин
- Василий Каратаев
- Василий Карцев
- Владимир Кесарев
- Сергей Кирьяков
- Денис Клюев
- Андрей Кобелев
- Юрий Ковтун
- Алексей Козлов
- Владимир Козлов
- Александр Кокорин
- Денис Колодин
- Игорь Колыванов
- Дмитрий Комбаров
- Кирилл Комбаров
- Валерий Короленков
- Константин Крижевский
- Борис Кузнецов
- Кевин Кураньи
- Николай Латыш
- Марко Ломич
- Виктор Лосев
- Денис Макаров
- Александр Максименков
- Александр Малявкин
- Валерий Маслов
- Валерий Матюнин
- Александр Маховиков
- Юрий Ментюков
- Александр Минаев
- Александр Молодцов
- Григорий Морозов
- Эдуард Мудрик
- Сергей Некрасов
- Аркадий Николаев
- Сергей Никулин
- Александр Новиков
- Андрей Островский
- Кирилл Панченко
- Сергей Паршивлюк
- Александр Петров
- Алексей Петрушин
- Владимир Пильгуй
- Борис Поздняков
- Алексей Прудников
- Юрий Пудышев
- Всеволод Рядикорский
- Юрий Резник
- Максим Ромащенко
- Владимир Рыжкин
- Владимир Рыков
- Георгий Рябов
- Владимир Савдунин
- Сергей Сальников
- Александр Сапета
- Михаил Семичастный
- Игорь Семшов
- Юрий Сёмин
- Сергей Силкин
- Игорь Симутенков
- Игорь Скляров
- Дмитрий Скопинцев
- Евгений Смертин
- Андрей Сметанин
- Фёдор Смолов
- Александр Соколов
- Леонид Соловьёв
- Сергей Соловьёв
- Йован Танасиевич
- Олег Терёхин
- Омари Тетрадзе
- Николай Толстых
- Александр Точилин
- Василий Трофимов
- Константин Тюкавин
- Александр Уваров
- Люк Уилкшир
- Валерий Фадеев
- Генрих Федосов
- Леандро Фернандес
- Даниил Фомин
- Алексей Хомич
- Дмитрий Хохлов
- Виктор Царёв
- Андрей Чернышов
- Дмитрий Черышев
- Игорь Численко
- Владимир Шабров
- Дмитрий Шаповалов
- Дейвидас Шемберас
- Сергей Штанюк
- Владимир Штапов
- Антон Шунин
- Владимир Эштреков
- Артур Юсупов
- Андрей Якубик
- Михаил Якушин
- Эрик Яхимович
- Лев Яшин